# 유엔 안전 보장 이사회 결의 제2654호
유엔 안전 보장 이사회 결의 제2654호는 2022년 10월 27일 채택되었다. 결의안 주요 내용은 유엔 서사하라 국민투표 임무단(MINURSO)의 임기를 2023년 10월 31일까지로 연장하는 것이다.
안전 보장 이사회 이사국 13개국이 찬성표를, 러시아와 케냐는 기권표를 행사하였다.

## 같이 보기
- 유엔 안전 보장 이사회 결의 제2601 ~ 2700호 목록